# Ligne T1 du bus à haut niveau de service de Nîmes
La ligne T1 ou Tango+, parfois appelée Tram'Bus est une ligne de bus à haut niveau de service inaugurée en 2012 et reliant Nîmes à Caissargues, près de l'autoroute A 54.

## Histoire
À l'origine un tramway classique devait être construit mais, par manque de budget, la communauté d'agglomération de Nîmes métropole a opté pour un BHNS appelé Tram'Bus et qui ressemble à un tramway.
Au total, 5 itinéraires ont été étudiés à l’origine, celui qui a été retenu est celui qui est le plus générateur de fréquentation. (10 000 V/J sur cet itinéraire contre pas plus de 7 000 sur les quatre autres possibilités qui présentaient par contre une insertion beaucoup plus simple.

### Une gestation difficile
Les travaux de construction de la ligne à haut niveau de service débutent le 17 janvier 2011 mais sont suspendus en mars de la même année sur l'Écusson, à la suite d'une décision du tribunal administratif de Nîmes mettant en cause le caractère illégal de l'abattage d'arbres sur le boulevard Gambetta, et des manquements dans l'étude d'impact concernant l'impact des travaux. En juillet c'est le permis d'aménager qui est annulé, l'abattage des arbres est jugé illégal et le tribunal demande la remise en état des lieux.
La municipalité décide donc de ne mettre en service que la section comprise entre les arènes de Nîmes et l'autoroute A54 près de Caissargues.
L'inauguration de ce premier tronçon comprenant 9 stations et 2 parcs relais a lieu le 29 septembre 2012.

### Bouclage du tour de l'Écusson
D'abord suspendue, la desserte de l'écusson est remise à l'ordre du jour et fait l'objet d'une enquête publique en 2014, avec cette fois-ci un projet ne nécessitant pas de touche aux arbres, ce qui avait valu l'arrêt des travaux sur ce tronçon en 2011. À la suite de la concertation, la commission d'enquête a rendu un avis favorable en septembre 2014.
Le long des 2,2 km de ce tronçon, cinq nouvelles stations ont vu le jour, dont la station Arènes, ancien terminus situé sur le boulevard de la Libération transféré sur le boulevard Victor-Hugo, entraînant ainsi la suppression de la boucle de retournement autour des arènes.
Les travaux ont débuté le 2 novembre 2015 pour un montant de 22 millions d'euros, et se sont déroulés en quatre phases, entrecoupées par les fêtes de Noël et deux férias. La mise en service s'est effectuée le 3 décembre 2016. Cette extension s'est accompagnée de la refonte totale du réseau urbain, accompagnée d'adaptations du réseau périurbain,.

### Création du T4
À l'occasion de la réorganisation du réseau de septembre 2022, une ligne T4 reliant Caissargues à Marguerittes a été créée. Celle-ci a repris au T1 la desserte de Caissargues en semaine, et la double de Parking Relais A54 à Musée Romanité.

## Tracé et stations
La ligne T1, longue de 7,2 kilomètres, compte 15 stations dont 12 en correspondance avec les lignes de bus classiques.

### Stations

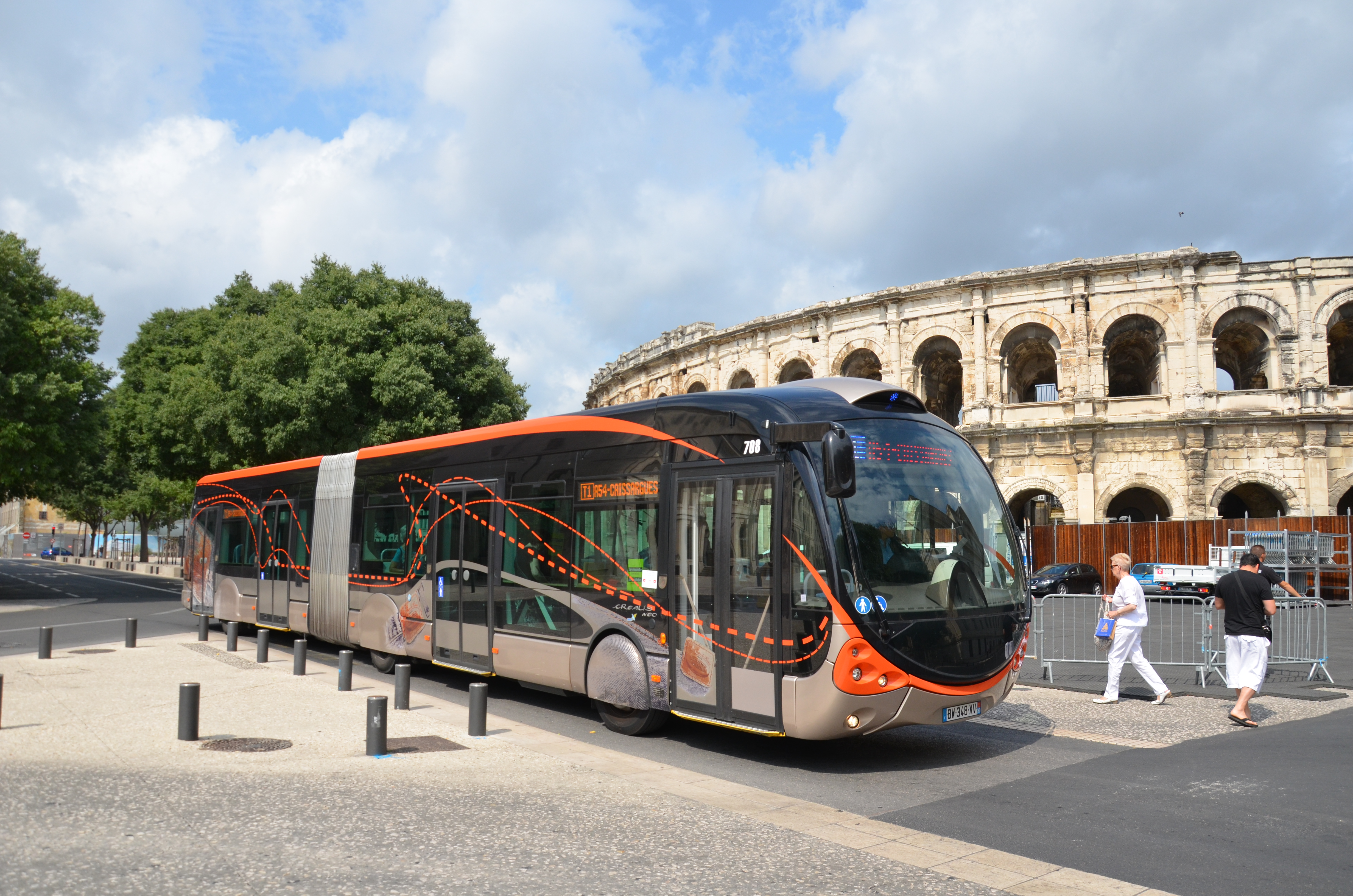
La ligne T1 devant les arènes de Nîmes.

La liste ci-dessous est établie dans le sens nord-sud, soit en direction de la périphérie de la ville.
|   |   |   | Stations                 | Correspondances                                                               | Commune     | Lat/Long                    |
| - | - | - | ------------------------ | ----------------------------------------------------------------------------- | ----------- | --------------------------- |
|   | ■ |   | Gambetta - Coupole       | 10 16 71                                                                      | Nîmes       | 43° 50′ 25″ N, 4° 21′ 30″ E |
|   |   | ↓ | Porte Auguste            | 6 32                                                                          | Nîmes       | 43° 50′ 22″ N, 4° 21′ 49″ E |
| ↑ |   |   | Maison Carrée            | 7 9 10 14 16                                                                  | Nîmes       | 43° 50′ 19″ N, 4° 21′ 20″ E |
|   |   | ↓ | Amiral Courbet           | 6 32                                                                          | Nîmes       | 43° 50′ 15″ N, 4° 21′ 47″ E |
|   |   | ↓ | Esplanade T1             | (Correspondances avec Esplanade T2 : T2 T3 T4 6 7 9 10 13 14 15 32 51 52 61 ) | Nîmes       | 43° 50′ 07″ N, 4° 21′ 42″ E |
| ↑ |   |   | Arènes                   | 7 9 10 14                                                                     | Nîmes       | 43° 50′ 08″ N, 4° 21′ 29″ E |
|   | • |   | Musée Romanité           | T2 T3 T4 13 15 51 52 61                                                       | Nîmes       | 43° 49′ 55″ N, 4° 21′ 28″ E |
|   | • |   | Dhuoda                   | T4 13 15                                                                      | Nîmes       | 43° 49′ 43″ N, 4° 21′ 18″ E |
|   | • |   | Camargue                 | T4 11 Navette Aéroport                                                        | Nîmes       | 43° 49′ 31″ N, 4° 21′ 14″ E |
|   | • |   | Liberté                  | T4                                                                            | Nîmes       | 43° 49′ 18″ N, 4° 21′ 23″ E |
|   | • |   | Nemausa                  | T4                                                                            | Nîmes       | 43° 49′ 10″ N, 4° 21′ 31″ E |
|   | • |   | Costières - Parnasse     | T4 7 41 42 43 76 Navette Aéroport                                             | Nîmes       | 43° 49′ 02″ N, 4° 21′ 40″ E |
|   | • |   | Mas de Vignolles         | T4 6 8 41 42 43 76 Navette Aéroport                                           | Nîmes       | 43° 48′ 44″ N, 4° 21′ 58″ E |
|   | • |   | Parking Relais A54       | T4 41 42 Navette Aéroport                                                     | Nîmes       | 43° 48′ 25″ N, 4° 22′ 20″ E |
|   | ■ |   | Caissargues(le dimanche) |                                                                               | Caissargues | 43° 47′ 53″ N, 4° 22′ 53″ E |

## Matériel roulant
Le parc affecté à cette ligne comprend 11 unités de l'Irisbus Crealis Neo 18 arborant un design spécifique aux couleurs locales, tant à l'extérieur qu'à l'intérieur de chaque bus, afin de se démarquer des autres lignes.

## Centre de maintenance
L'ensemble des 11 véhicules sont remisés et entretenus au dépôt situé sur l'avenue Robert Bompard à Nîmes.

## Projets

### 3etranche
Un dernier prolongement est envisagé en direction de la route d'Uzès.
Son tracé comprendrait quatre nouvelles stations desservant notamment l'université Hoche Sernam. Un pôle de correspondance comprenant un parc relais et un arrêt de bus serait implanté au terminus, dont l'emplacement se situerait à proximité d'une future halte ferroviaire à vocation urbaine de la ligne dite des "Cévennes".
|  |   |  | Stations       | Observations                                             |
|  | - |  | -------------- | -------------------------------------------------------- |
|  | • |  | Richelieu      | Débranchement de ligne en provenance de Porte Auguste... |
|  | • |  | Université     |                                                          |
|  | • |  | Jean Bouin     |                                                          |
|  | ■ |  | Hoche - Sernam |                                                          |

Une extension vers Caissargues-Sud pourrait voir le jour. Des réunions de concertation sont organisées pour le début des travaux en janvier 2019 et d’une éventuelle mise en service en 2020.
|  |   |  | Stations          | Observations |
|  | - |  | ----------------- | ------------ |
|  | • |  | Vistre            |              |
|  | • |  | Euro 2000         |              |
|  | • |  | Chemin des Canaux |              |
|  | • |  | Vaouvre           |              |
|  | ■ |  | Caissargues-Sud   |              |

## Galerie

### Avant la mise en service

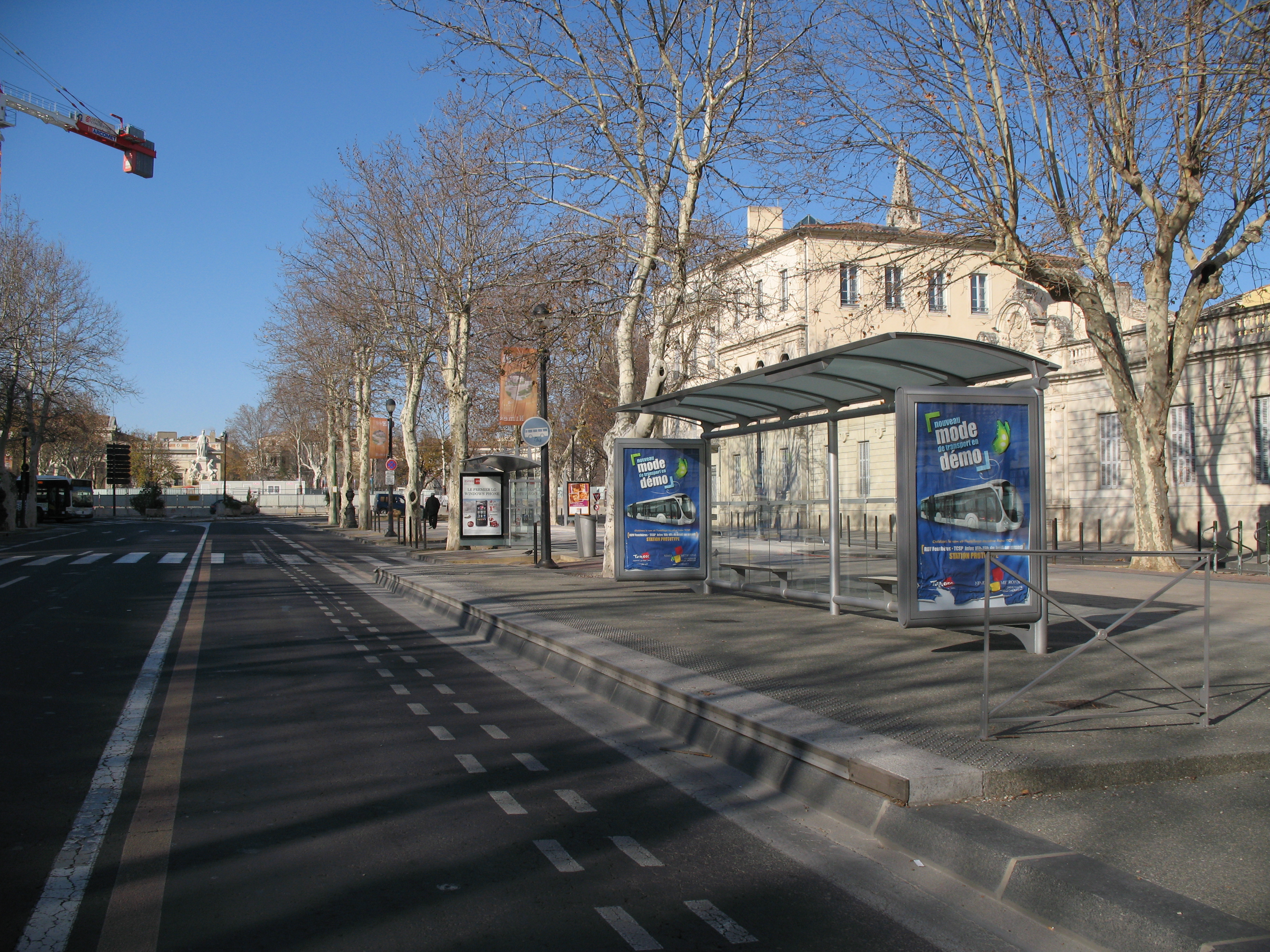
Station de démonstration sur l'avenue Feuchères.
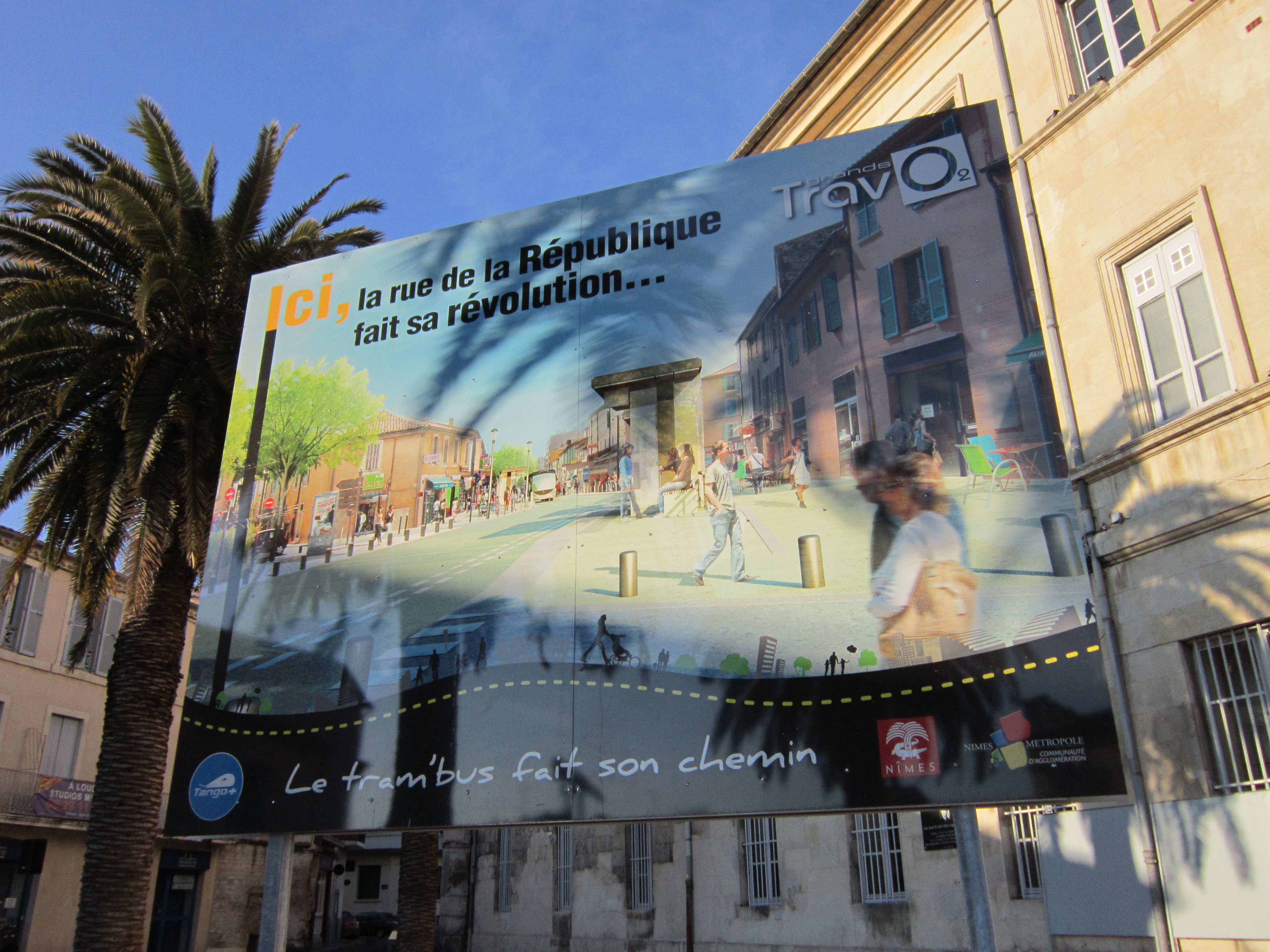
Information d'un quartier à réhabiliter autour du tracé de la ligne T1.
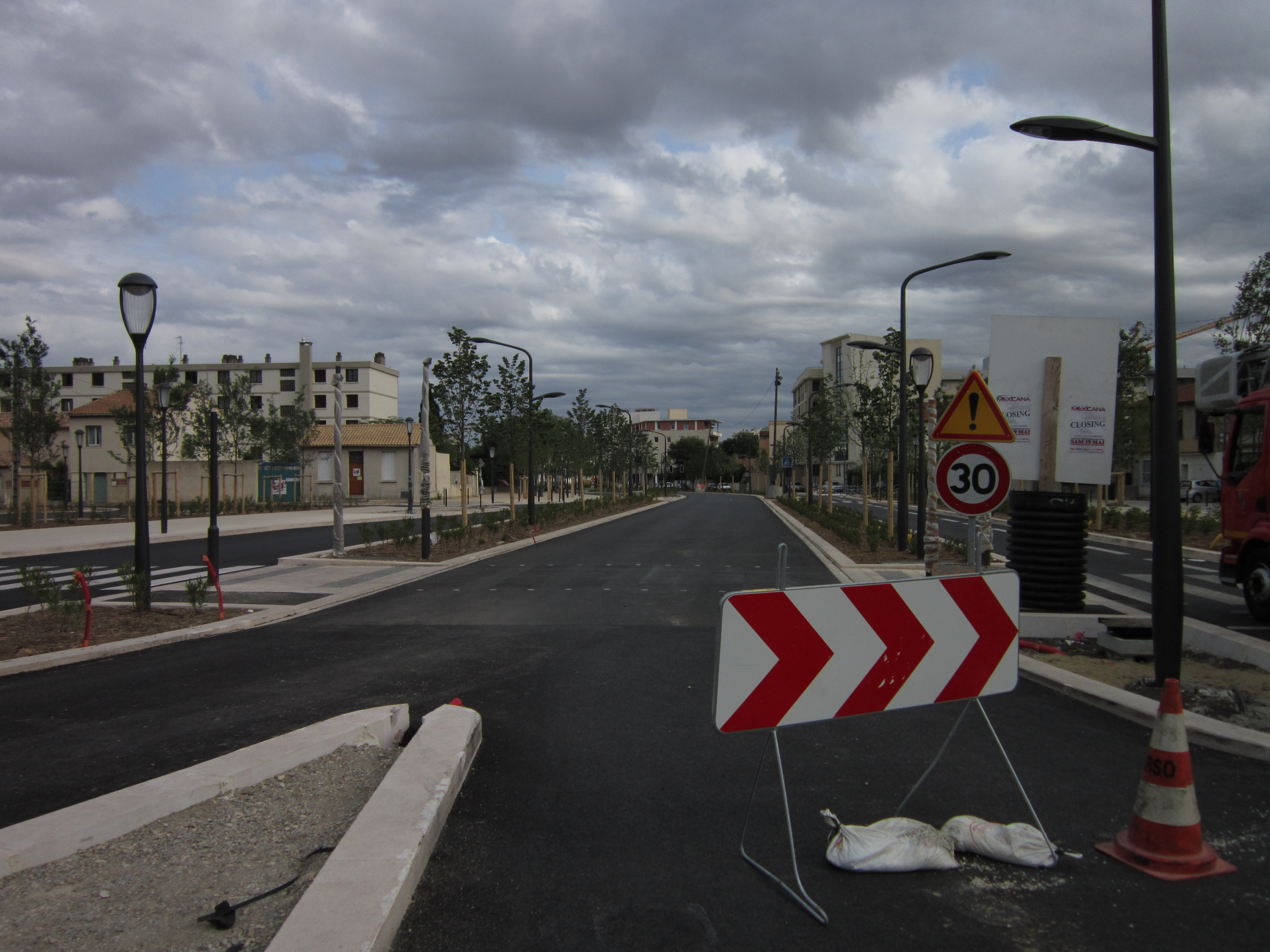
Voie axiale LHNS en attente de marquage sur l'avenue de la Liberté.
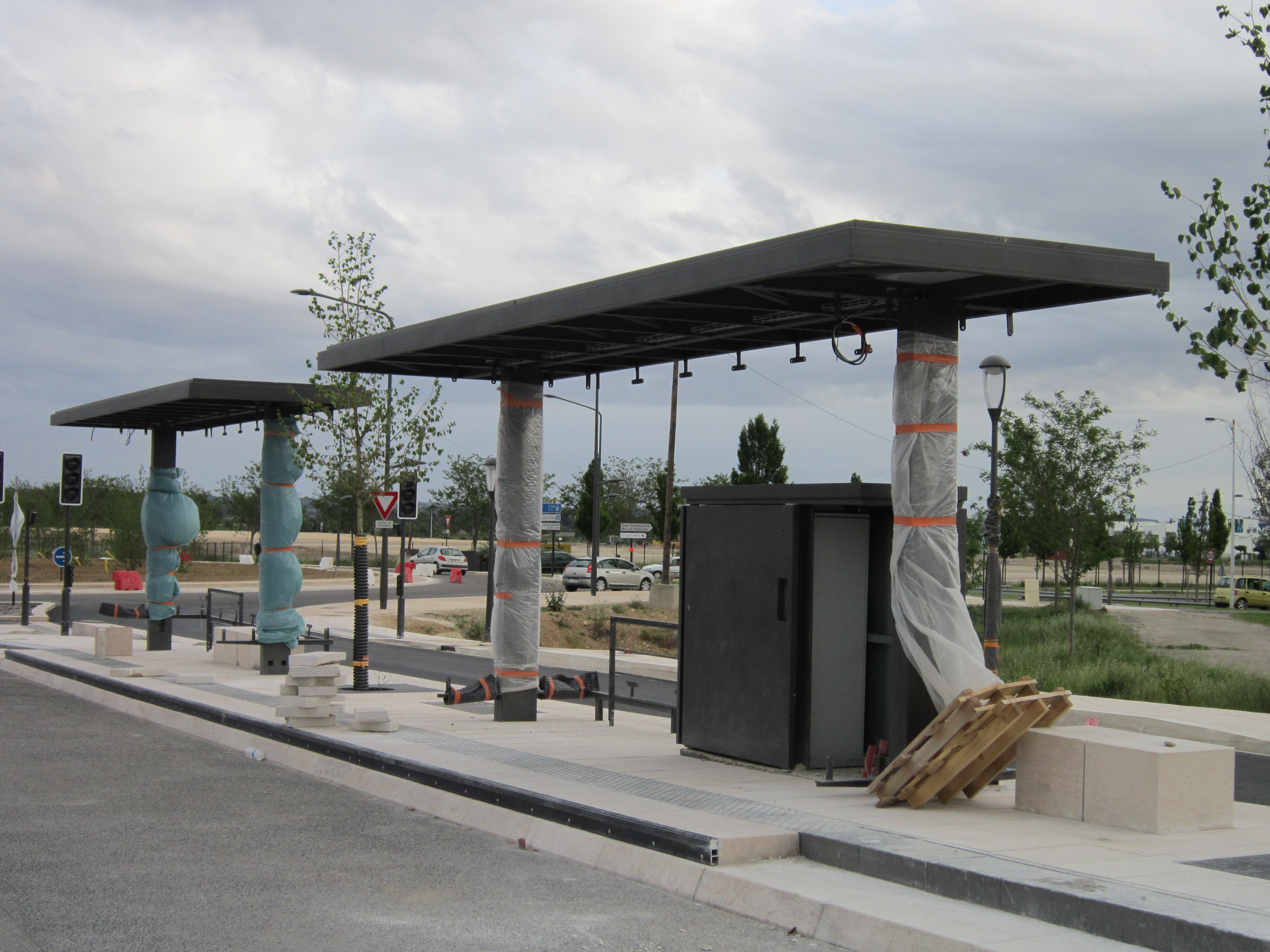
Construction de la station du Mas de Vignolles.

### Depuis la mise en service

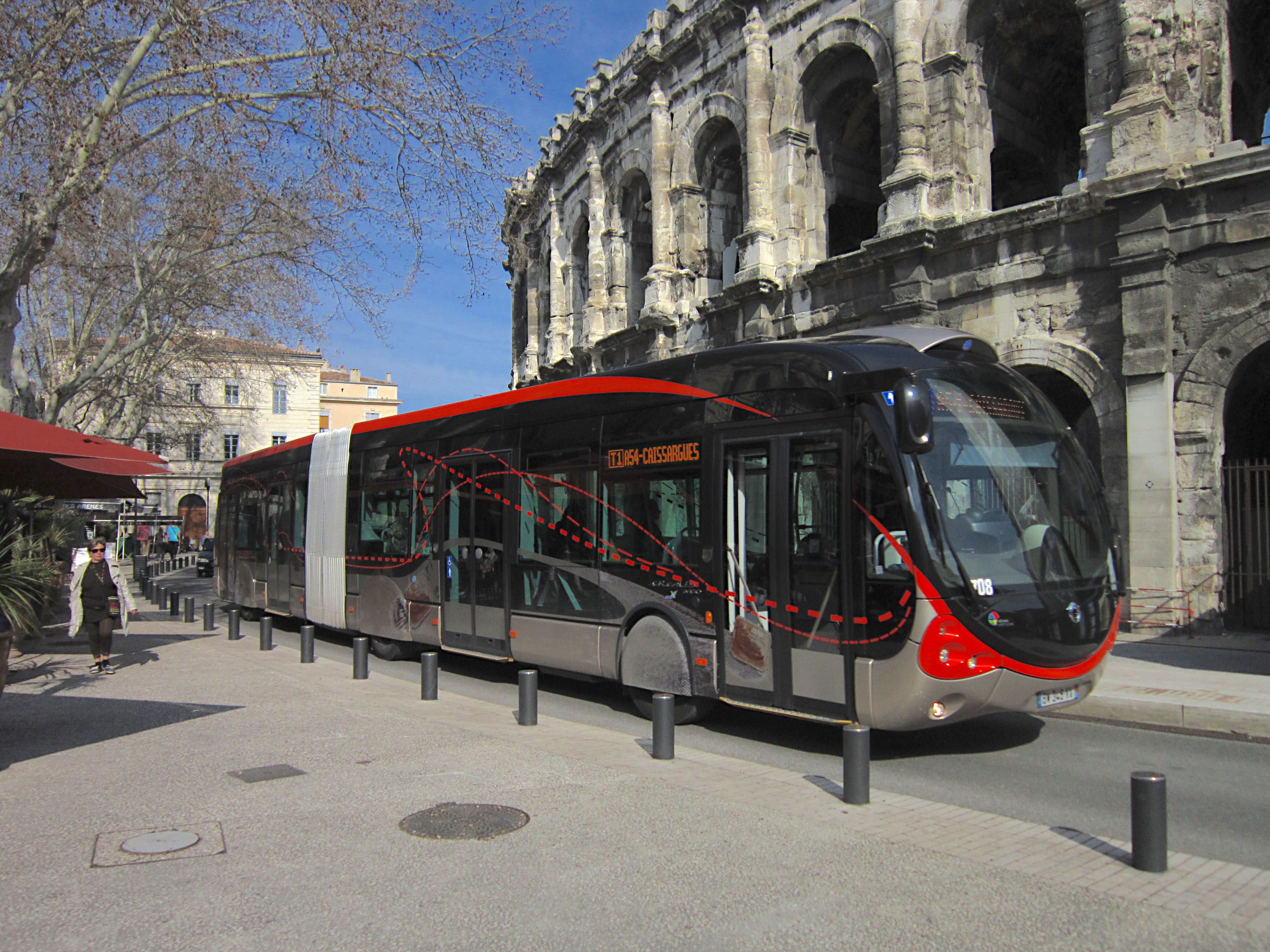
Bus effectuant son retournement de ligne face aux arènes.
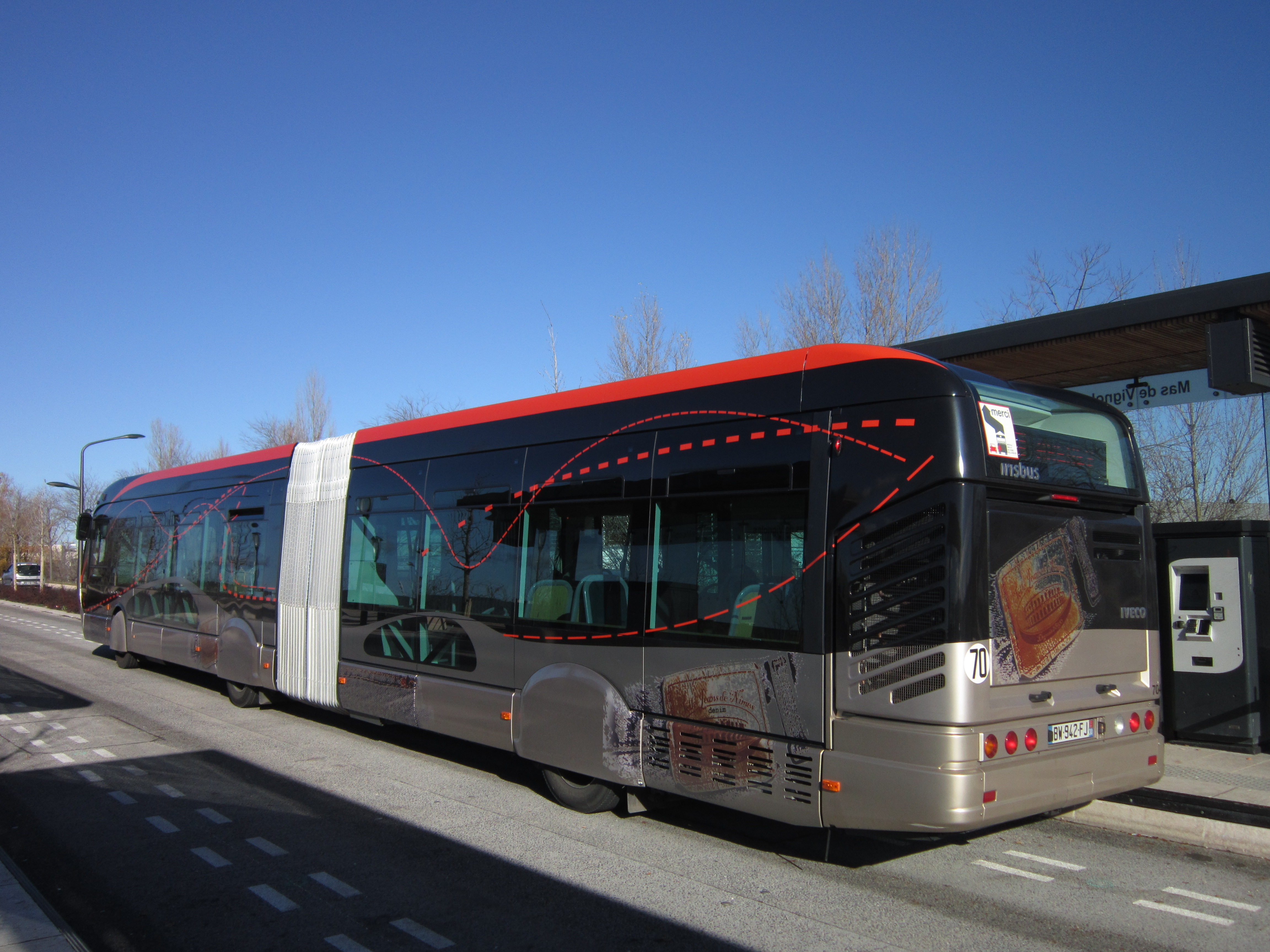
Vue latérale d'un bus arborant les arènes et le célèbre jean denim.
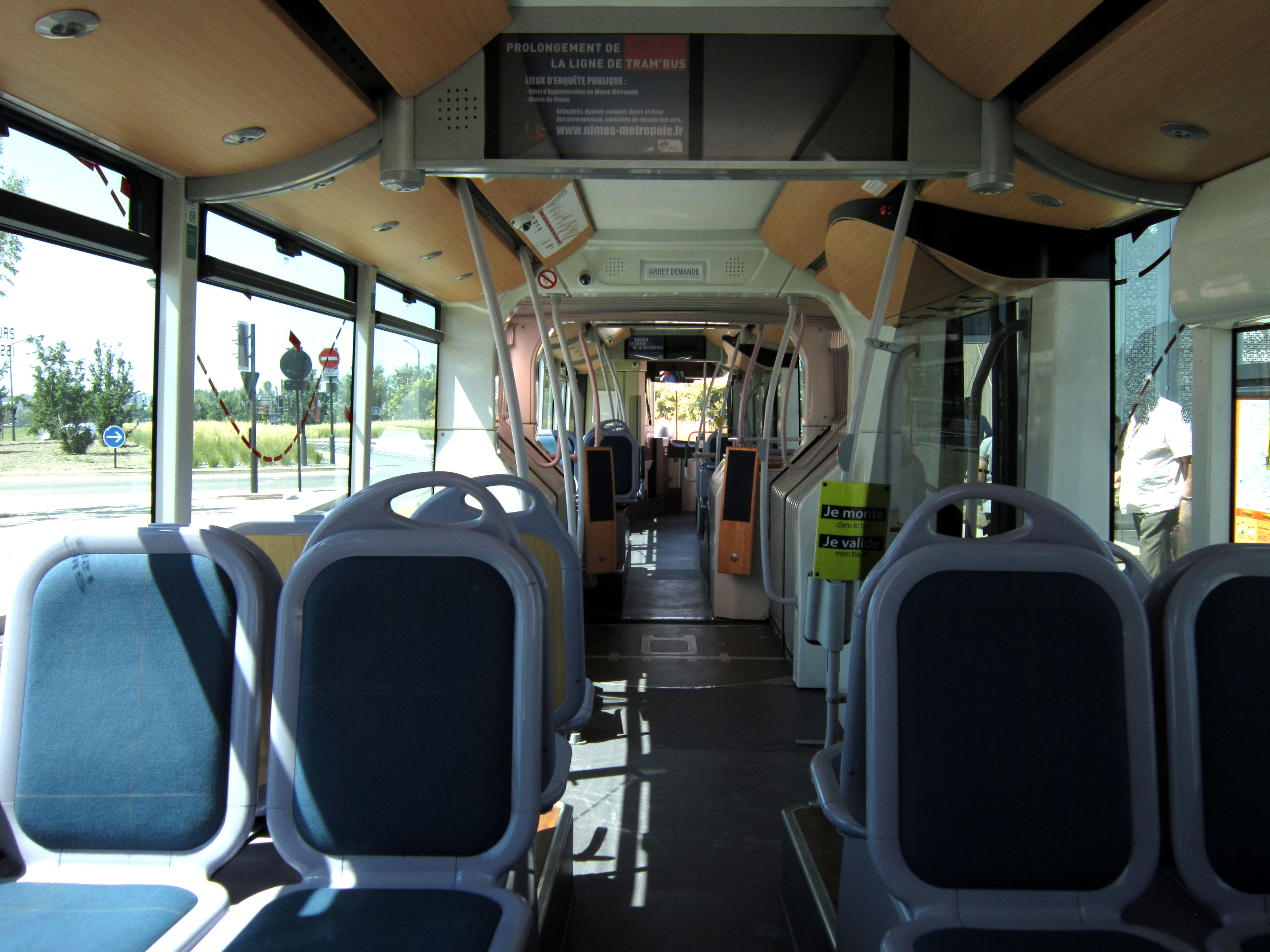
Intérieur d'un bus dont les sièges et les appuis sont vêtus en jean denim.
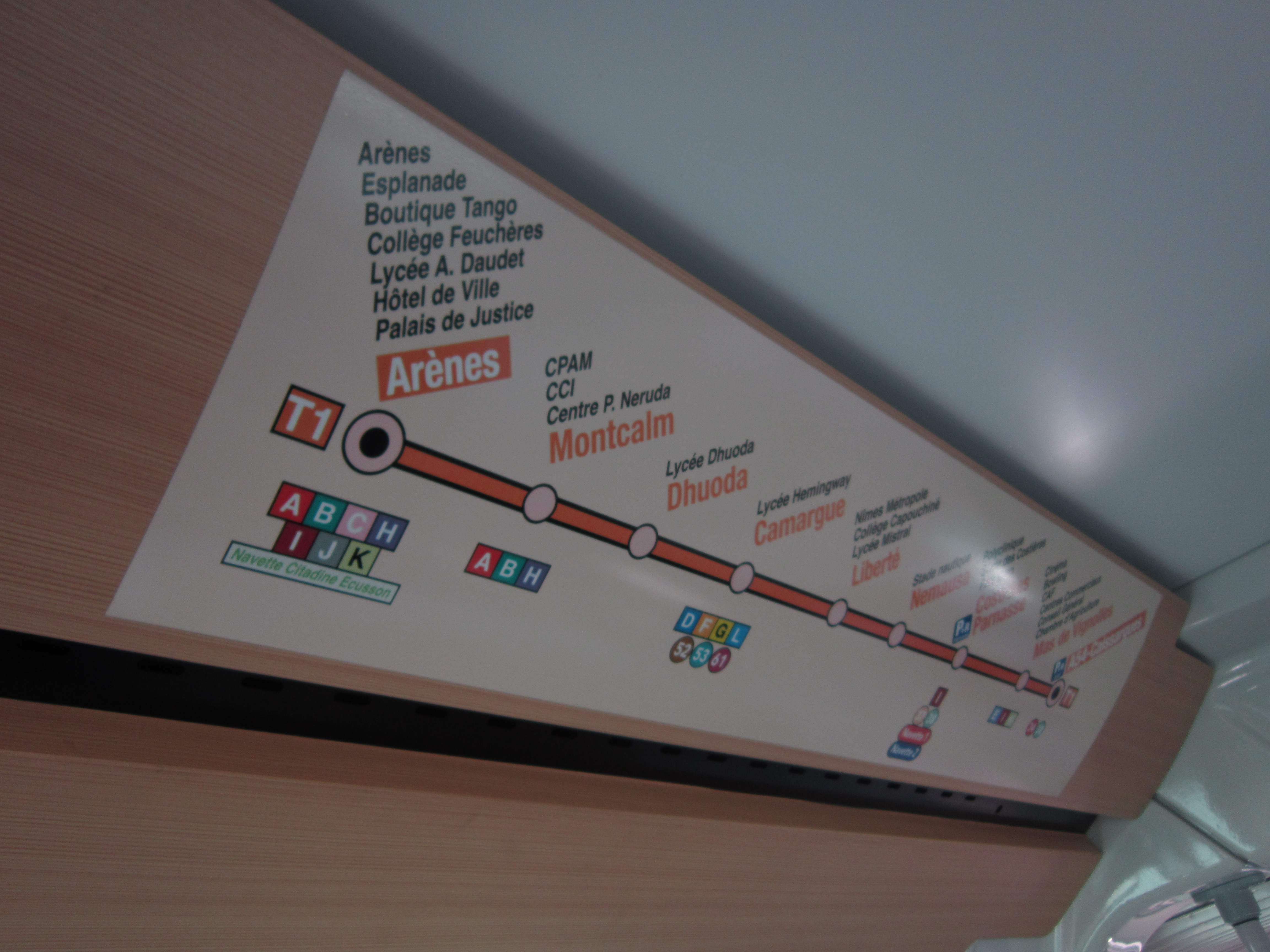
Plan de ligne apposé sur l'une des bandes boisées ornant l'intérieur des bus.

### Installations fixes

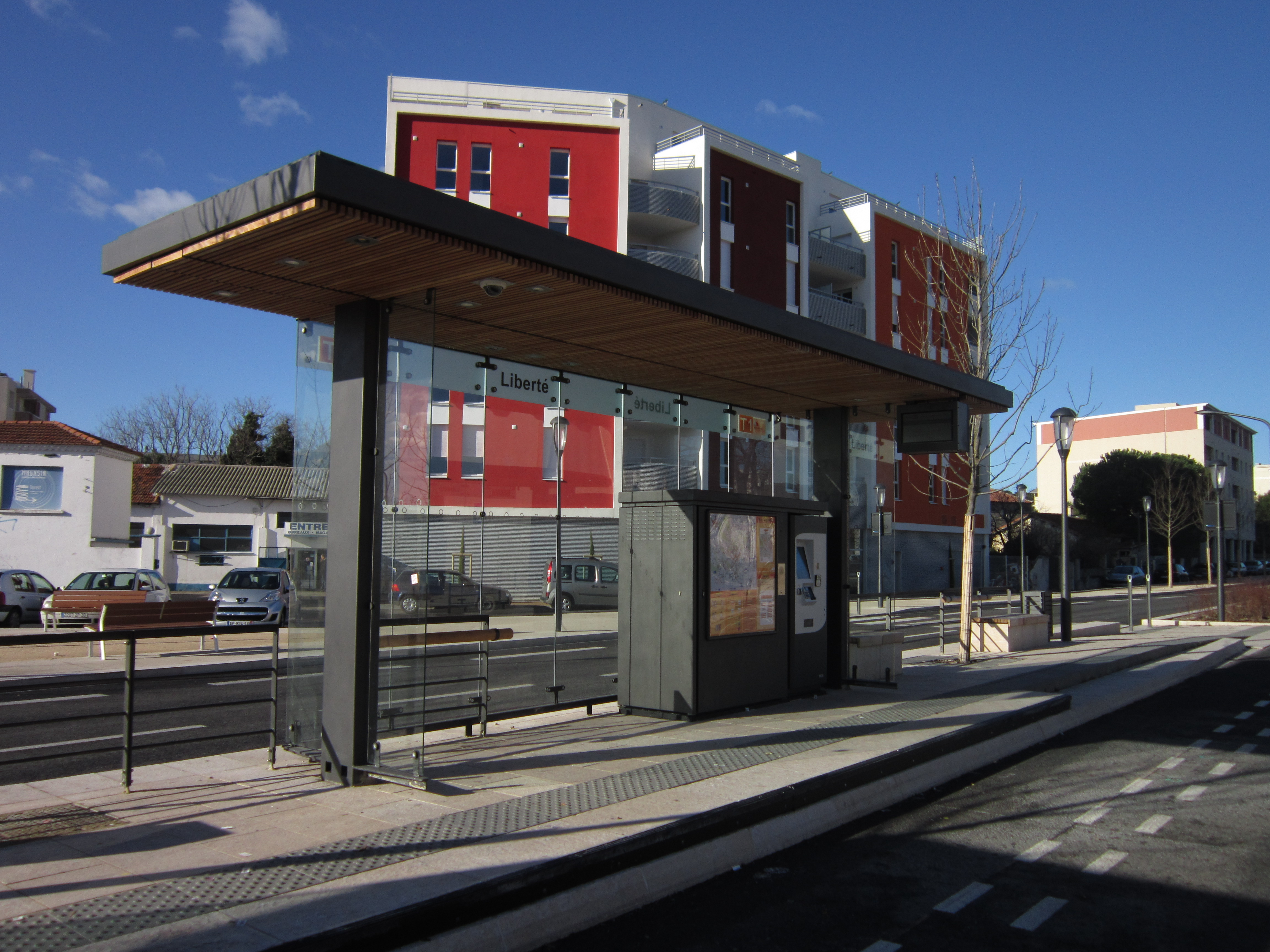
Un quai en station Liberté.
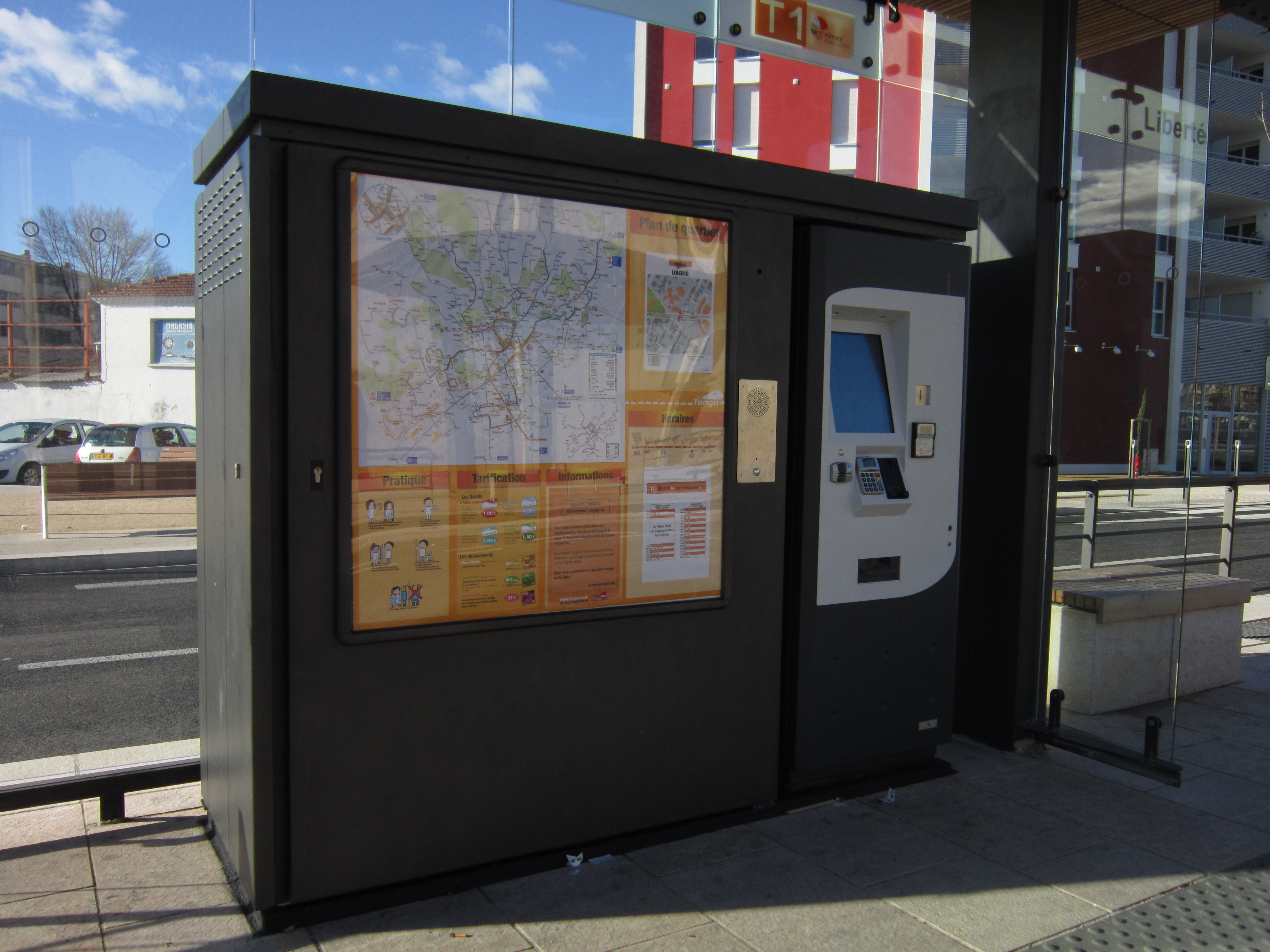
Borne regroupant des informations diverses et un automate à Liberté.
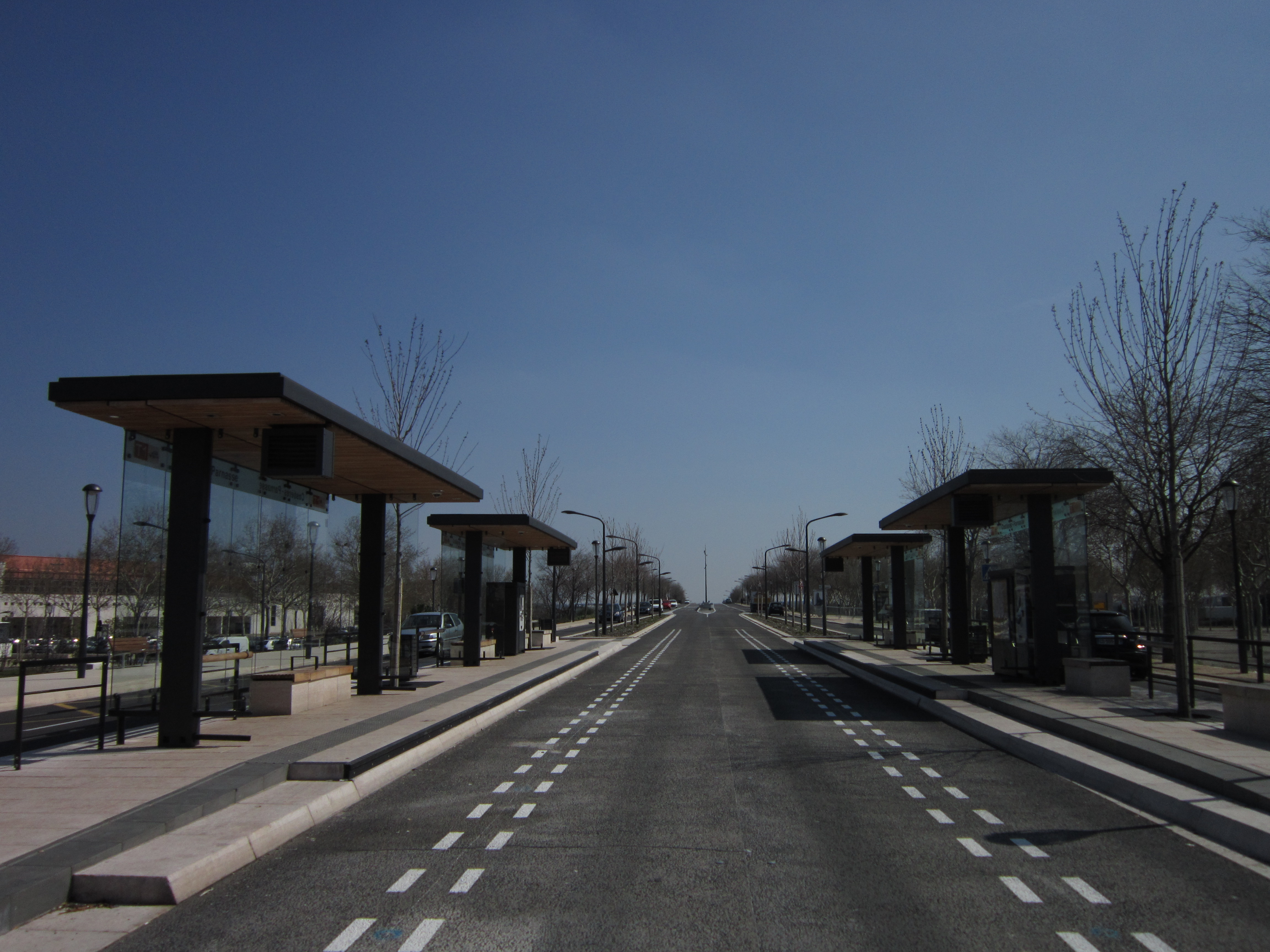
Quais et voie à guidage optique de la station Costières Parnasse.
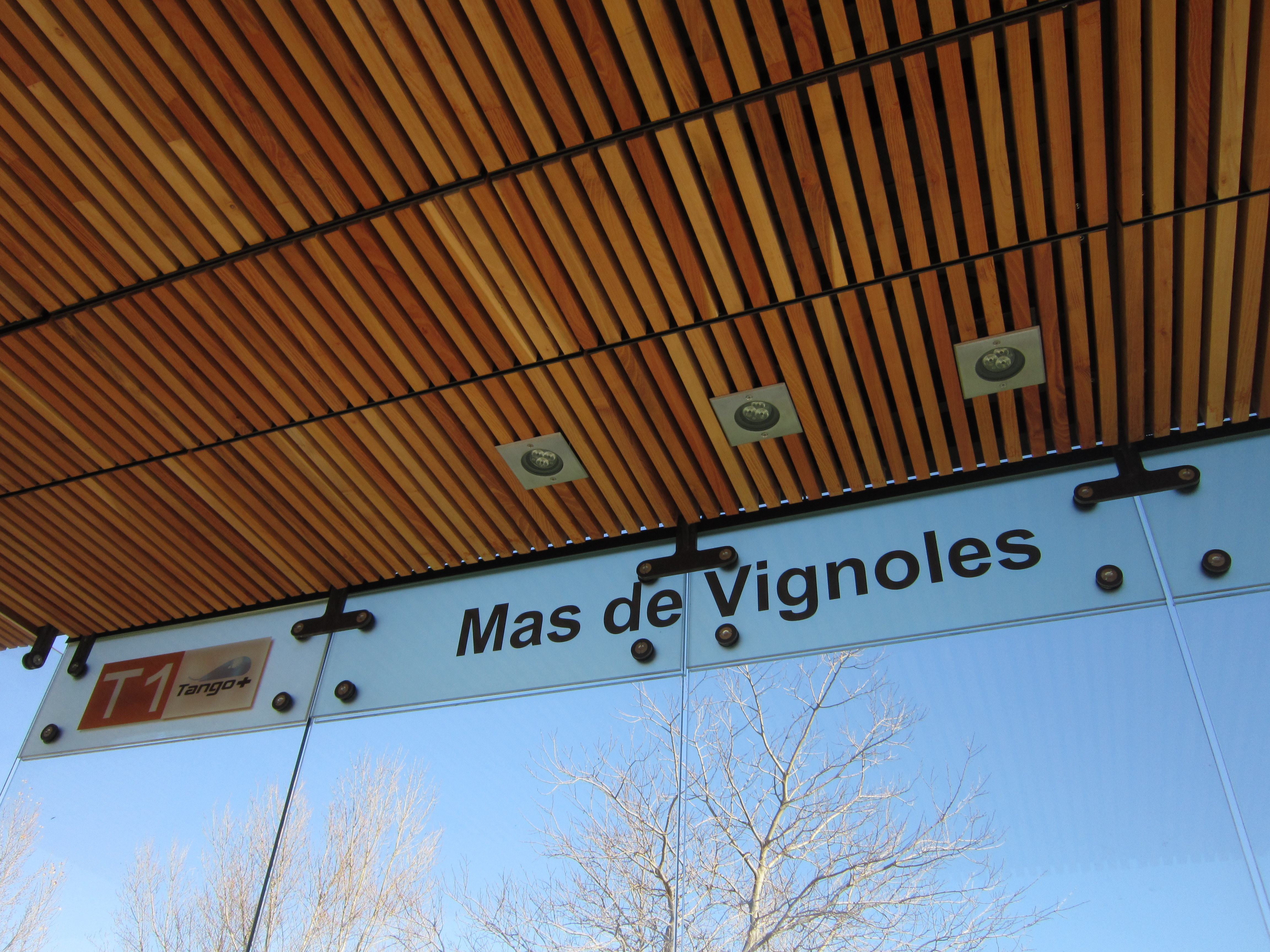
Nom de station et intitulé de ligne à la station du Mas de Vignolles.